# Tèmenos de Dionís
El Tèmenos de Dionís és el tèmenos o recinte sagrat que els antics atenencs van dedicar al déu Dionís. Està situat a la part sud de l'acròpoli d'Atenes.

## Història i descripció
El culte a Dionís Elèuteros es va introduir a Atenes des del demos d'Elèuteras, a Beòcia, en tremps del tirà Pisístrat. Al segle vi aC es va portar a Atenes des d'Elèuteras una estàtua de fusta (xóanon) del déu i es va construir un temple en el seu honor, conegut com a temple arcaic, que estava situat al costat del Teatre de Dionís. D'aquest temple només es conserven els fonaments de l'angle nord-est.
Una mica al sud del primer temple hi ha les restes del segon temple de Dionís que es va aixecar a la segona meitat del segle IV aC. Segons Pausànias, hi havia un recinte amb dos temples i dos imatges de Dionís, la de fusta i una altra que va fer l'escultor Alcàmenes d'Atenes d'or i marfil. Només es conserven els fonaments i el basament on hi havia les estàtues.
El tèmenos de Dionís conserva al nord les restes d'una stoa que es creu que era de l'ordre dòric, i que, com el segon temple, hauria format part de les reformes de la ciutat que va realitzar Licurg cap a l'any 330 aC. Els altres costats del santuari estaven tancats per un recinte, del que es conserven les parts sud i est. Al costat d'aquest recinte hi havia un propileu o porta d'entrada en forma de Π de la que encara se'n pot veure la planta.